# BT21

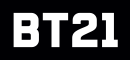
BT21의 로고

《BT21》은 'LINE FRIENDS CREATORS'의 첫번째 프로젝트로 라인프렌즈와 방탄소년단의 콜라보레이션으로 탄생된 새로운 개념의 캐릭터 라인업이다. 아티스트 혹은 엔터테이너의 외형을 본따 전문 디자이너가 구현해내는 기존의 아바타 제작방식이 아닌 방탄소년단 멤버들이 최초 캐릭터 스케치부터 성격 부여, 스토리텔링, 그리고 제품 기획 등 전 과정에 직접 참여하여 코야 (KOYA), 알제이 (RJ), 슈키 (SHOOKY), 망 (MANG), 치미 (CHIMMY), 타타 (TATA), 쿠키 (COOKY), 그리고 반 (VAN)이라는 총 8종의 캐릭터를 만들었다.또한 각각의 캐릭터가 개성이 넘쳐 대중들의 인기 끌었다.

## 개요
라인프렌즈는 핵심 키워드인 Global, Millennials, Trending과 공통접점을 이루는 아티스트가 바로 방탄소년단이라 밝혔다. 동시에 강력한 영향력을 바탕으로 전세계 밀레니얼 세대를 리드하며 ‘끊임없이 성장하는’ 스토리를 전달할 수 있는 현 시대 최고의 스토리텔러로 판단하였다.

## 캐릭터
| 캐릭터 이름  | 설명 |
| ------------ | --- |
| TATA(타타)   | TATA는 방탄소년단 멤버 중 뷔가 직접 만든 캐릭터이다. BT행성에서 온 왕자이다. 자유자재로 몸이 늘어나며 초능력을 쓸 수 있다. 이름의 유래는 뷔의 별명인 TAE TAE(태태)에서 비롯됐다. BT행성에서 온 별난 외계인 왕자, 하트 얼굴에 어디서도 들을 수 없는 독보적인 목소리를 지니고 있다. 장난꾸러기 타타는 장난을 꾸미는 데 있어서 슈키와 쿵짝이 잘 맞는다. |
| CHIMMY(치미) | CHIMMY는 방탄소년단 멤버 중 지민이 직접 만든 캐릭터이다. 지민의 아버지를 닮았다라는 이야기가 있다. 노란 후디를 즐겨 입으며 무엇이든 끝없이 노력할 수 있는 열정을 타고 났다. 강아지를 모티브로 만들었다. 치미를 침울하게 만드는 유일한 것은 그의 짧고 통통한 꼬리이다. 치미는 기운을 내기 위해 하모니카로 울적한 멜로디를 연주하곤 한다. 치미는 열정을 쏟아붓는 행위 자체에 의미를 두기 때문에 시험을 위해 밤새워 공부하지만 정작 성적표는 거들떠도 보지 않는다. |
| MANG(망)     | MANG은 방탄소년단 멤버 중 제이홉이 직접 만든 캐릭터이다. 춤출 때 가장 멋진 캐릭터로 언제나 가면을 쓰고 다녀 정체가 미스터리한 캐릭터이다. 말을 모티브로 만들었다. 진짜 얼굴과 감정은 아무도 모르게 숨겨져있지만, BT21을 향한 사랑은 그 무엇보다 크다고 한다. 망의 춤을 보면 모두 홀려 자신들이 뭘 하고 있었는지도 까먹게 된다. 망의 태어났을 때의 울음소리는 마치 트랩 비트 같았다고 한다. 라인프렌즈에서 제이홉과 함께 망의 얼굴을 상상하여 소개하는 프로젝트가 있었는데,그 결과,망은 다람쥐인걸로 나타났다. |
| SHOOKY(슈키) | SHOOKY는 방탄소년단 멤버 중 슈가가 직접 만든 캐릭터이다. 작은 몸집에 장난끼가 가득하며 친구들과 장난을 치는 것을 즐긴다. 우유에 닿아 물러진 좋지 않은 기억이 있기 때문에 우유를 제일 싫어하지만, 햇볕을 충분히 받으면 다시 바삭해진다. 슈키의 소울메이트 쿠키는 슈키를 위해 우유를 다 마셔 없애주기 때문에 둘은 주로 같이 다닌다. 슈키가 장난치는 주요 대상은 순수한 치미라고 한다. |
| RJ(알제이)   | RJ는 방탄소년단 멤버 중 진이 직접 만든 캐릭터이다. RJ의 이름 뜻은 알파카의 R(한국어 발음상 R파카), J는 Jin이라고 한다. 알제이는 요리하는 것도, 맛보는 것도 모두 좋아한다. 보송보송한 털과 따뜻한 마음으로 모두를 보듬어 주며, 알파카를 모티브로 만들었다. 마추픽추의 귀한 혈통이었으나 우연히 접한 TV 속에 비치는 도시생활을 추구하며 탈주했다. 에스컬레이터나 자동차들 같은 것에도 문화충격을 받긴 했지만, 알제이의 탈주에 결정적 역할을 한 것은 바로 식문화였다. 알제이는 다양한 요리들을 보며 도시로 나가고 싶어했고, 때마침 타타가 나타나 BT21에 가입하길 제안했다. |
| KOYA(코야)   | KOYA는 방탄소년단 멤버 중 RM이 직접 만든 캐릭터이다. 똑똑하고 다재다능하며 생각도 많고 잠도 많은 잠꾸러기이다. 코알라를 모티브로 만들었다. 작곡, 그림그리기, 글쓰기로 자신의 예술적 재능을 보여주며, 코야는 자신의 내적평화를 위해 공원산책과 명상을 주로 즐긴다. 타타는 지구에 도착해 늦은 밤에 돌아다닐 때 코야의 굉장한 노랫소리를 듣고는, 코야가 98옥타브 끝음을 내지르자 타타는 그가 유니버스타의 재목임을 알아보고 열렬한 환영과 함께 감격의 눈물을 흘리며 다가갔다.그리하여 타타와 코야는 친구가 되었다. 놀랄 때마다 귀가 떨어지는 모습을 볼 수 있다. RM의 덜렁거리는 성격을 꼭 닮아 자주 큰 귀를 잃어버리곤 하는데, 그때마다 슈키가 귀를 찾아준다고 한다. 슈키가 코야의 귀를 찾을 수 있는 것은 블루투스 이어폰처럼 귀를 찾을 수 있는 도구를 가지고 있기 때문이라고 한다. |
| COOKY(쿠키)  | COOKY는 방탄소년단 멤버 중 정국이 직접 만든 캐릭터이다. 귀여운 모습이지만 터프해지길 바라는 반전매력의 소유자이다. 토끼를 모티브로 만들었다. 쿠키는 외관과 다르게 터프한 성격으로, 토끼의 고정관념을 깨고 싶어한다. 타타가 쿠키 앞에 갑자기 나타났을 때, 타타는 지구 언어가 서툴렀다. 타타가 쿠키에게 "너 정말 귀엽다 cute"이라고 말했지만, 쿠키는 타타의 말이 "너 정말 멋있다 cool"이라고 들렸다. 그 덕분에 둘은 친구가 될 수 있었다. |
| VAN(반)      | BT21의 캐릭터들을 태우고 날아다니는 만능 로봇이다. 세상 모든 지식을 알고 있으며 BT21을 언제나 든든하게 지켜주는 수호자 역할을 한다. 타타는 반을 타고 지구에 도착하였다. 모티브는 아미(아미들이 방탄소년단을 책임진다는 의미). |

## 영향력 및 평가
글로벌 캐릭터 브랜드 라인프렌즈는 LA 할리우드에 미국 최대 규모의 정규 스토어인 '라인프렌즈 LA 할리우드 스토어'를 오픈하며 인기를 입증했다. 스토어 오픈 전부터 1,000여명 이상이 줄을 서며 오픈 직후 주말에만 1만 8천여명 이상이 방문하는 등 북미 밀레니엄 세대들의 뜨거운 관심을 받으며 글로벌 캐릭터 브랜드로서의 영향력을 재입증 했다.
팬들이 BT21 캐릭터를 ‘제 2의 RM’, ‘제 2의 지민’ 등 방탄소년단 멤버들과 동일시하기 시작했고, 최근 방탄소년단이 세계적인 인기를 얻은 것에 발맞춰 BT21 제품 판매량이 가파르게 늘었다. 라인프렌즈 관계자는 “방탄소년단의 영국 웸블리 스타디움 공연 전후로 BT21 관련 제품의 판매가 크게 늘었다”며 “방탄소년단의 인기가 꾸준히 높아져 BT21도 최고의 전성기를 맞이하고 있다”고 말했다.
방탄소년단과 협업한 제품들도 대박 행진을 이어가고 있다. 모바일 메신저 ‘라인’은 메신저에서 사용하는 스티커 캐릭터 ‘BT21’을 만들며 글로벌 시장에서 캐릭터 사업자로서 입지를 다졌다. 방탄소년단 멤버들은 BT21의 초기 디자인과 각 캐릭터가 가진 성격, 그들이 속한 세계관을 설정하며 개발 과정에 참여했다. 지난 2017년 9월 말 라인에서 공개된 BT21은 다운로드 수 2800만 건을 돌파했다.
BT21의 흥행에 힘입어 라인의 캐릭터 사업을 총괄하는 자회사 라인프렌즈의 매출은 지난해 1973억원으로, 전년 대비 55% 증가했다. BT21이 공개된 시점이 2017년 중후반이었던 점을 감안하면, BT21 효과가 그다음 해인 지난해 매출이 늘어나는 데 영향을 줬던 것으로 분석된다. 라인프렌즈 관계자는 “미국 뉴욕과 로스앤젤레스, 일본 하라주쿠 등 전 세계 매장에서 BT21 캐릭터 제품을 처음으로 입점시킬 때마다 현지 팬들과 관광객들이 몰려들었다”고 설명했다.

## 제작진
- 책임프로듀서 - 남한길
- 프로듀서 - 이민수
- 기획 - 박정민
- 감독 - 정선경

### 목소리 제작
- 책임프로듀서 - 정선경
- 기획프로듀서 - 안소진
- 제작프로듀서 - 이승수
- 총괄프로듀서 - 성은경

## 같이 보기
- 방탄소년단
- 라인프렌즈
- BT21